# Montbray
Montbray – miejscowość i gmina we Francji, w regionie Normandia, w departamencie Manche.
Według danych na rok 1990 gminę zamieszkiwało 408 osób, a gęstość zaludnienia wynosiła 29 osób/km² (wśród 1815 gmin Dolnej Normandii Montbray plasuje się na 505. miejscu pod względem liczby ludności, natomiast pod względem powierzchni na miejscu 274.).